# Глюкс, Рихард
Ри́хард Глю́кс (нем. Richard Glücks; 22 апреля 1889 года, Оденкирхен, ныне в составе Мёнхенгладбах, Северный Рейн — Вестфалия — 10 мая 1945 года, Фленсбург), руководитель системы нацистских концентрационных лагерей (3 марта 1943 года — 8 мая 1945 года), группенфюрер СС и генерал-лейтенант войск СС (9 ноября 1943 года).

## Биография
Рихард Глюкс родился в 1889 году в Оденкирхене (Рейнланд) недалеко от Мёнхенгладбаха. После окончания гимназии в Дюссельдорфе он работал у своего отца в агентстве по страхованию от пожаров. В 1909 году Глюкс пошёл добровольцем на один год в армию, служил в артиллерии. В 1913 году был в Англии, затем переехал в Аргентину, где работал трейдером в экспортно-импортной фирме.
После начала Первой мировой войны в январе 1915 года по поддельным документам в качестве матроса Глюкс вернулся на норвежском судне в Германию. После возвращения вновь пошёл служить в армию. В конце войны он стал командиром моторизованного артиллерийского отряда и был награждён Железным крестом I и II класса.
После войны Глюкс служил офицером связи между германскими войсками и Военной комиссией союзников по контролю за соблюдением ограничений, наложенных на Германию по Версальскому мирному договору относительно вооружений и численности германских вооружённых сил. В этой должности Глюкс служил до 1924 года. Помимо этого в 1919 году состоял членом Добровольческого корпуса.
В 1930 году вступил в НСДАП (билет № 214 805), в 1932 году — в СС (билет № 58 706), 9 ноября 1933 года получил чин унтерштурмфюрера СС. С 6 сентября 1933 года по 20 июня 1935 года Глюкс служил в СС-группе «Запад» (SS-Group «West»), где дослужился до штурмбаннфюрера СС. Впоследствии стал командующим 77-го Штандарта СС в Общих СС (Allgemeine SS) и оберштурмбаннфюрером СС.
1 апреля 1936 года Глюкс стал руководителем штаба Теодора Эйке, затем инспектором концентрационных лагерей, сначала в ранге штандартенфюрера СС, затем оберфюрера СС.
После того, как Т. Эйке, оставаясь инспектором концлагерей, одновременно возглавил дивизию СС «Мёртвая голова» (нем. SS-Panzer-Division «Totenkopf») и стал большую часть времени проводить на фронте, 18 ноября 1939 года в соответствии с приказом Генриха Гиммлера Глюкс получил повышение и стал заместителем Эйке, как главного инспектора концентрационных лагерей и начальника охранных подразделений (Inspekteur der Konzentrationslager und SS-Wachverbande). На этом посту Глюкс, ввиду постоянного отсутствия Т. Эйке, фактически руководил всей работой инспекции. Осуществлял руководство строительством новых концлагерей, а также использованием труда заключённых. 20 апреля 1941 года был повышен в звании до бригадефюрера СС.
3 марта 1943 года, вскоре после гибели Т. Эйке, Глюкс стал главой Управленческой группы «D» в незадолго до того сформированном Главном административно-хозяйственном управлении СС (Wirtschafts-Verwaltungshauptamt (WVHA)). 23 июля 1943 года он стал группенфюрером СС и генерал-лейтенантом войск СС. В ведении управленческой группы находились все нацистские концентрационные лагеря. Ему же подчинялась санитарная служба концлагерей, по линии которой проводились медицинские опыты над узниками.
Во время войны Глюкс, постоянно находившийся на грани нервного срыва, начал злоупотреблять спиртным и фактически превратился в алкоголика. Большую часть времени проводил в своем штабе в Ораниенбурге.
Когда в результате бомбардировок союзнической авиации были уничтожены штаб-квартиры WVHA в Берлине, 16 апреля 1945 года руководство WVHA переместилось в Северную Померанию к Балтийскому морю. При наступлении Советской армии в ходе Берлинской наступательной операции в конце апреля Глюкс с женой бежал во Фленсбург. Известно, что там он встречался с Генрихом Гиммлером.
После капитуляции Германии, он, как полагают, покончил жизнь самоубийством на военно-морской базе Мюрвик во Фленсбурге 10 мая 1945 года, раскусив ампулу с цианистым калием. Некоторые историки утверждают, что Глюкс 9 мая 1945 года был арестован британскими войсками и его самоубийство произошло в военно-морском госпитале во Фленсбурге.